# Женевский франк
Женевский франк (фр. Franc) — денежная единица швейцарского кантона Женева в 1839—1850 годах.

## История
Женевский франк был выпущен в обращение в 1839 году, заменив ранее обращавшийся женевский талер.
Выпуск монет начат в 1839 году, затем был начат выпуск банкнот частных банков.
Конституция Швейцарии, принятая в 1848 году, устанавливала исключительное право федерального правительства на чеканку монеты. В том же году чеканка женевских монет была прекращена, но в 1851 году была отчеканена 10-франковая серебряная памятная монета, не имевшая уже статуса законного платёжного средства.
7 мая 1850 года был принят федеральный закон о чеканке монет, в том же году начата чеканка швейцарских монет.
Банкноты из обращения были изъяты значительно позже. Федеральный закон о выпуске и изъятии из обращения банкнот был принят только в 1881 году. В 1891 году внесены изменения в Конституцию Швейцарии, которые выпуск банкнот также передавали в ведение федерации. В 1905 году был принят закон о Национальном банке Швейцарии. Банк начал операции и выпуск банкнот в 1907 году, в том же году был прекращён выпуск банкнот других банков.

## Монеты и банкноты
Чеканились монеты в 1, 2, 4, 5, 10, 25 сантимов, 5, 10, 20 франков.
Выпускали банкноты:
- Банк Женевы (основан в 1848, выпускал банкноты до 1895): 20, 50, 100, 500, 1000 франков;
- Коммерческий банк Женевы (основан в 1845, выпускал банкноты до 1907): 50, 100, 500, 1000 франков;
- Банк Женераль Сюис (основан в 1853, ликвидирован в 1869): 20, 50 франков;
- Учётная касса Женевы (1858 год): 10 франков;
- Lombard, Odier & Cie (выпускал банкноты до 1852): 100 франков[3].